# Chabuata satellitioides
Chabuata satellitioides là một loài bướm đêm trong họ Noctuidae.